# Рилски водопровод
Водопроводът Рила – София, известен и като Рилски водопровод, е водопровод в западна България, който доставя питейна вода за София от високите притоци на река Искър в Рила. При откриването си през 1933 година той е най-голямото хидротехническо съоръжение в страната и има дължина 76,2 километра – 29,6 километра бетонови канали, 22,9 километра тунели и 23,7 километра тръбопроводи и дюкери.
Основен изравнител на системата е язовир „Бели Искър“. Тя използва води от реките Бели Искър, Леви Искър, Черни Искър, Павловица, Лопушница, и Прека, а при нужда и от реките Джерман, Скакавица и по-малките между тях във водосбора на река Струма чрез деривацията „Скакавица – Джерман“. Чрез деривацията „Грънчар“, част от комплекса „Белмекен – Сестримо“, е възможно подхранване и от реките Рилска, Илийна, Благоевградска Бистрица, Черна и Бяла Места и други по-малки от водосборите на Струма и Места. Изградени са водохващания и на реките Стара и Янчовска над софийското село Бистрица и Селска над село Железница.
Водният пад по трасето на водопровода, възлизащ на 1160 метра, се ползва и за електропроизводство във водноелектрическа каскада, съставена от три централи – ВЕЦ „Бели Искър“, ВЕЦ „Мала Църква“ и ВЕЦ „Симеоново“.
Основата част е построена в периода 1925 – 1933 г. по идея и проект на инженерите Иван Иванов и Христо Танев. През 1945 г. е завършен и язовир „Бели Искър“ с обем 15,3 млн m3, осигуряващ годишно изравняване на водното количество.

## Строителство и трасе
Още през 1905 г. инж. Христо Танев за първи път поставил въпроса за водоснабдяване на София от Рила. Идеята обаче получила напредък едва след 1919 г., когато във Водопроводното отделение на общината постъпва на работа инж. Иван Иванов, който предлага трасе през селата Бистрица и Железница, вместо през долината на река Искър, каквато е била първоначалната идея на Христо Танев. На 5 август 1924 г. Столичният общински съвет единодушно взема решение за построяване на водопровода. През 1925 г. германската фирма „Грюн & Билфингер“ – Манхайм започва да строи първата, най-лесна част от село Бистрица до София и я завършва на 24 октомври 1926 г., когато водите от реките Янчовска и Стара над село Бистрица тръгват към София в покрит канал. Каналът пресича река Янчовска чрез сифон, преминава през един тунел с дължина 185 m и завършва във водна камера „Симеоново“. От водната камера започва напорният тръбопровод на ВЕЦ „Симеоново“. След централата, водата продължава до водния резервоар „Лозенец“ зад Софийската духовна семинария, от където се разпределя във водопроводната мрежа на града.
През 1928 г. е възложено строителството на втората част от водопровода на италианската компания „Сочиета дженерале пер конструциони“. Тази значително по-трудна част включва 19 тунела и 12 сифона. За начало на водопровода в първоначалния му вид се счита водохващането на река Бели Искър на 1524 m надморска височина, от където през тунел №20 се преминава в долината на река Леви Искър. Този тунел с дължина 3558 m е най-дългият по трасето и най-дългия тунел в България до построяването на железопътния тунел „Козница“ през 1951 г. Пробиването на тунела на 23 май 1931 г. е определящо за успешното завършване на съоръжението в предвидения срок до края на 1932 г. Водите от река Леви Искър се включват след пресичането ѝ със сифон, след което през два тунела водата достига апаратната камера на ВЕЦ „Мала църква“, от където по напорен тръбопровод достига и самата централа. След централата във водопровода се вливат водите от аварийното водохващане на река Леви Искър. Река Леви Искър е пресечена чрез 70-метров каменен сводов акведукт – най-дългият по трасето на водопровода. Долината на Черни Искър се пресича със сифон, след което водата пресича Доспейска планина чрез серия тунели, покрити канали и сифони. Широката долина на река Палакария се пресича по права линия чрез най-дългия сифон с дължина 9,2 km. Трасето преминава западно от село Доспей и източно от село Рельово. Самата река Палакария е пресечена чрез стоманен мост.
Над село Рельово се продължава чрез серия тунели, канали и сифони до долината на река Егуля, където на кота 1140 m реката се пресича от каменен сводов акведукт, следван от дълъг покрит канал по десния скат на долината. Няколко малки напречни дерета са пресечени чрез насипи с водостоци под тях, а две по-големи – чрез сифони. Край село Плана е изградена помпена станция, която снабдява селото с вода от водопровода. Второ пресичане на река Егуля е реализирано с дълъг сифон, последван от тунел, завършващ над село Железница, където е изградено водохващане на р. Селска (неактивно). След Железница покритият канал достига изградената по-рано част. В участъка от Железница до Симеоново по канала е обособена туристическа алея, кръстена на инж. Иван Иванов.
След завършването на втория етап, водопроводът е тържествено открит на 23 май 1933 г.
През 1957 г. са изградени допълнителни водохващания на реките Черни Искър, Прека, Павловица и Лопушница на кота 1300 m, от които водите се вливат във водопровода Рила – София непосредствено след ВЕЦ „Мала Църква“.
Впоследствие от водна камера „Симеоново“ е изграден и тръбопровод до резервоар „Мало Бучино“, от където се снабдява с рилска вода и гр. Банкя. С вода от водопровода Рила – София се снабдяват също високите южни квартали на София – Симеоново, Драгалевци, Киноцентър, Бояна, селата Бистрица, Железница, Кокаляне, Плана и вилните зони около тях, гр. Самоков и неговата околност, в това число курорта Боровец.

## Основни параметри
Дължината на водопровода е 67,2 km от входа на тунел №20 при река Бели Искър до резервоар „Лозенец“. От тях 12,7 km са построени до 1926 г, а останалите 54,5 km до 1932 г. 16,1 km е общата дължина на тунелите, 23 km на бетонните покрити канали и 14,1 km на сифоните и напорните тръбопроводи. Проводимостта е различна в различните участъци. От ВЕЦ „Мала църква“ до края на тунел № 5 в долината на река Егуля е 3,5 m3/s, след това до резервоар „Лозенец“ до 2,2 m3/s. Това обаче не включва два от сифоните – № 11 под Самоковското поле (долината на Палакария), на който поради голямата дължина от 9,2 km и далечната перспектива за увеличаване на дебита, е изпълнена само едната от двете тръби с диаметър 1100 mm, с което проводимостта е ограничена до 1,8 m3/s и сифон № 14 под р. Леви Искър, който с оглед единственото водохващане, което обслужва също е изпълнен с една тръба с диаметър 1100 mm. Останалите сифони са изпълнени с по две тръби с диаметър 1100 или 900 mm според проектната проводимост.

## Язовир „Бели Искър“
Яз. Бели Искър е замислен още отначало за изравняване на големите колебания в оттока на реката и съхраняването на пролетните води за водоснабдяване през месеците на маловодие. Изграден е в долината на река Бели Искър на кота 1900 m. Строителството продължава от 1935 до 1945 г. Стената е бетонна, гравитачна, с гранитна облицовка, с височина 50,70 m, дължина по короната 522,5 m и кота на короната 1878,85 m. Завиреният обем по проект е 15,3 млн m3. Освен от собствения отток на реките в чашата на язовира, вода се взима и от две речни водохващания на реките Прека и Дорково дере. В допълнение, при изграждането на енергийната Каскада „Белмекен-Сестримо-Чаира“ и нейните събирателни деривации, е пробит реверсивен напорен тунел, който дава възможност при нужда язовирът да се захранва и от събирателната деривация „Грънчар“ на яз. Белмекен от водохващанията във водосбора на реките Илийна, Благоевградска Бистрица и Места. Събирателната деривация „Манастирски“, завършваща с тунел „Манастирски – Бели Искър“ дава възможност за ползване и на води от водосбора на р. Рилска.

## Водноелектрически централи
Периодът, в който е строен водопроводът Рила – София е характерен и с началото на бурното развитие на електрификацията в България. Основен и все още достатъчен за времето енергиен източник е водата. По тази причина една от целите при проектирането и строителството е максимално енергийно оползотворяване на водния пад по трасето чрез три водноелектрически централи.
ВЕЦ „Бели Искър“ е разположен в землището на Бели Искър, на 9 km над селото. Пусната е в експлоатация през 1957 година и е оборудвана с две турбини тип „Пелтон“ с обща инсталирана мощност 16,8 MW.
ВЕЦ „Мала църква“ с пад от 304 m е пусната в експлоатация през 1934 година след завършването на втората част на водопровода. Отначало разполага с два хидроагрегата с турбини „Пелтон“ с мощност по 3000 hp и два генератора по 3000 kVA, 6,3 kV. В първите месеци централата захранва с електричество само Самоков и околните села, след което е завършен и електропровод за 35 kV до София (подстанция „Рила“). През 1949 г. влиза в експлоатация трети хидроагрегат с турбина „Пелтон“ с мощност 8000 hp и генератор 8000 kVA, 6,3 kV.
ВЕЦ „Симеоново“ има пад от 482 m и започва работа на 29 август 1927 година с водите на завършения водопровод от Бистрица до София. Хидроагрегатът е един с турбина „Пелтон“ с мощност 1000 hp и генератор 860 kVA за напрежение 7750 V. Отначало генераторът е включен без трансформатор към разпределителната мрежа за 7 kV, подобно на ВЕЦ „Панчарево“. След пускането на втората част на водопровода, във ВЕЦ „Симеоново“ са добавени още два хидроагрегата с турбини „Пелтон“ с мощност по 4000 hp и генератори по 4000 kVA за 6300 V. Монтирани са и трансформатори и за трите генератора и енергията вече се изнася с напрежение 35 kV. Поради употребата на водата и за водоснабдяване, регулирането на мощността на турбините става само чрез отклоняване на водната струя.

## Нереализирани проекти
В първоначалния проект на инж. Иван Иванов и инж. Христо Танев е предвиден и трети етап от строителството на водопровода. Той включва водохващания на реките Джерман и Скакавица от водосбора на река Струма и други по-малки на височина 1500 m и отвеждането им чрез тунел и покрит канал до водната камера над ВЕЦ „Мала Църква“. В този канал е предвидено да се вливат и водите на реките Черни Искър, Урдина, Мальовица и др. Тази идея е реализирана само частично чрез деривацията „Скакавица – Джерман“ и водния пад не се ползва за производство на електричество.
Планиран, но нереализиран е и язовир в долината на река Планщица, който да се подхранва освен от реката, и от самия водопровод.